# Länsväg U 801
Länsväg U 801 är en länsväg i Sala kommun i Västmanlands län som går mellan korsningen mellan riksväg 70 och länsväg 256 vid Stampers och länsväg 800 i Sala. Vägen är tre kilometer lång och asfalterad.
Inom Sala tätort heter vägen Fagerstavägen. Den har tidigare, innan anläggandet av förbifarten utanför Sala, utgjort del av länsväg 256.
Vägen ansluter till:
- Riksväg 70 (vid Stampers)
- Länsväg 256 (vid Stampers)
- Länsväg U 800 (vid Sala)